# Wohngebiet Fritz Heckert

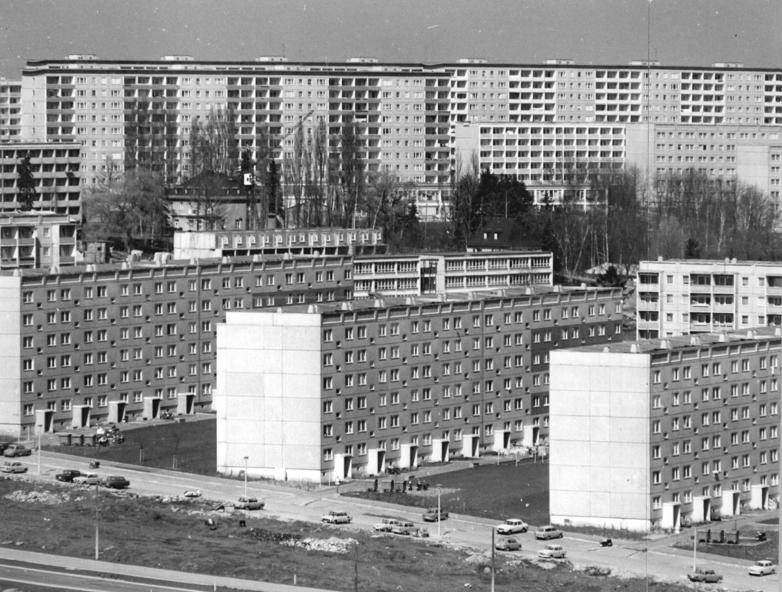
Blick über das „Fritz-Heckert-Gebiet“, ca. 1976 (im Vordergrund Südring und Paul-Bertz-Straße)

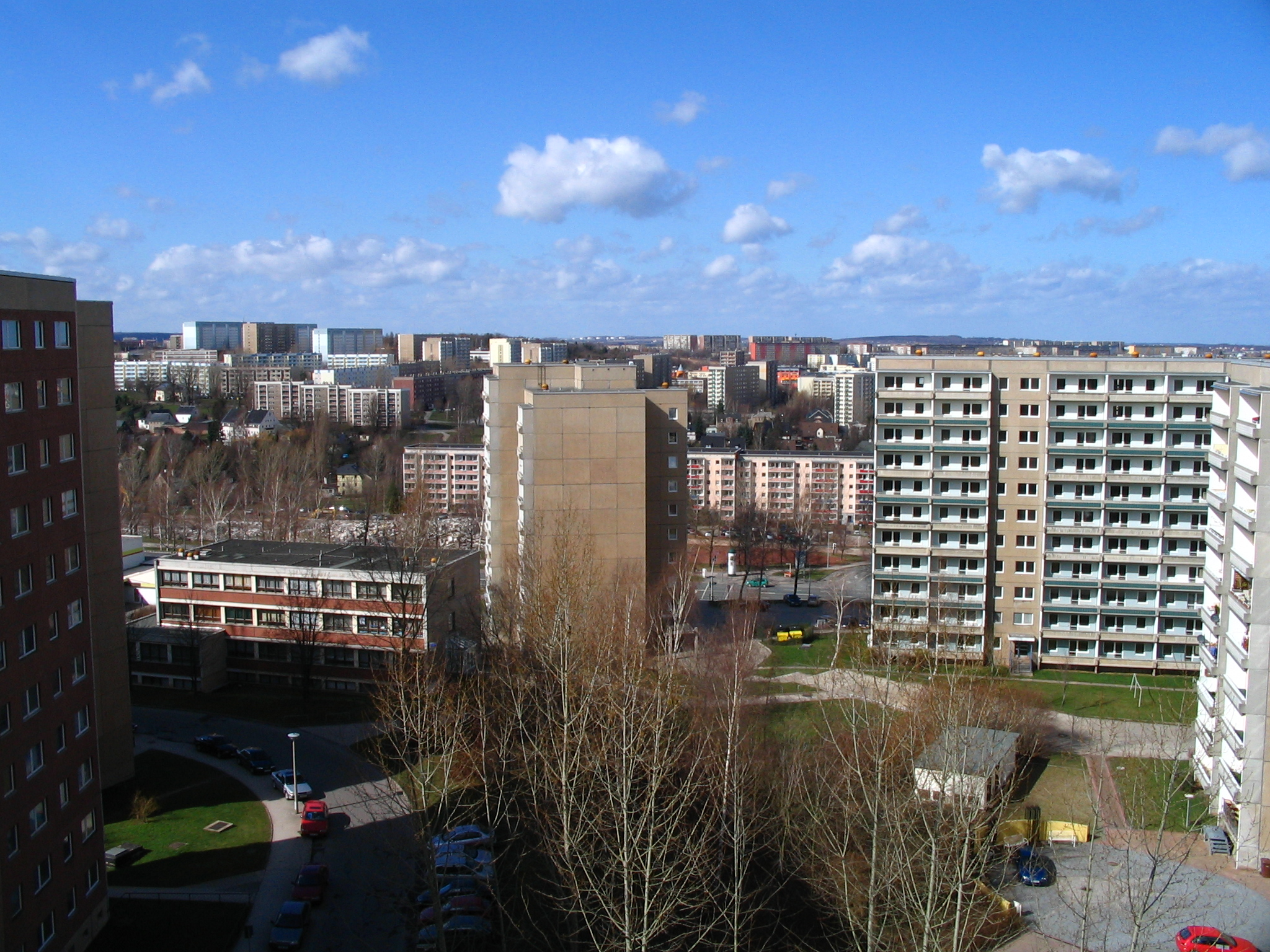
Blick über das „Fritz-Heckert-Gebiet“, 2004 (von Alfred-Neubert-Straße nach Nordwesten)

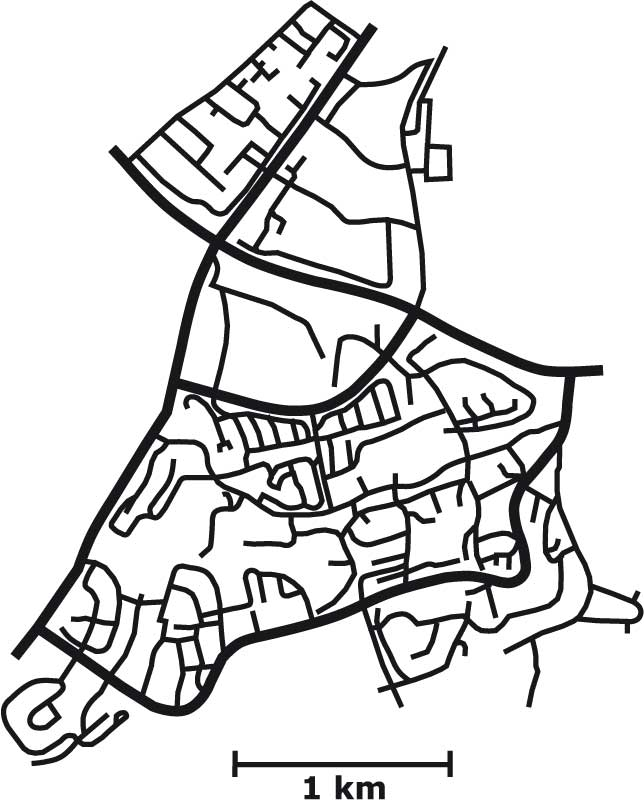
Ausdehnung, mit Maßstab

Das Wohngebiet Fritz Heckert, umgangssprachlich auch Fritz-Heckert-Gebiet oder kurz Heckertgebiet, benannt nach dem Chemnitzer KPD-Politiker Fritz Heckert, war der Name einer Großwohnsiedlung in Plattenbauweise in Karl-Marx-Stadt. Es war das drittgrößte, zeitweise das zweitgrößte Neubaugebiet in der DDR. Seit 1974 wurden in den Stadtteilen Helbersdorf, Markersdorf und Kappel Wohnungen in Großtafelbauweise errichtet, in denen 1990 fast 90.000 Bürger wohnten.
Seit 1998 wurden von den ursprünglichen 31.000 Wohnungen bis 2009 ca. 11.000 Wohneinheiten abgerissen.

## Geschichte

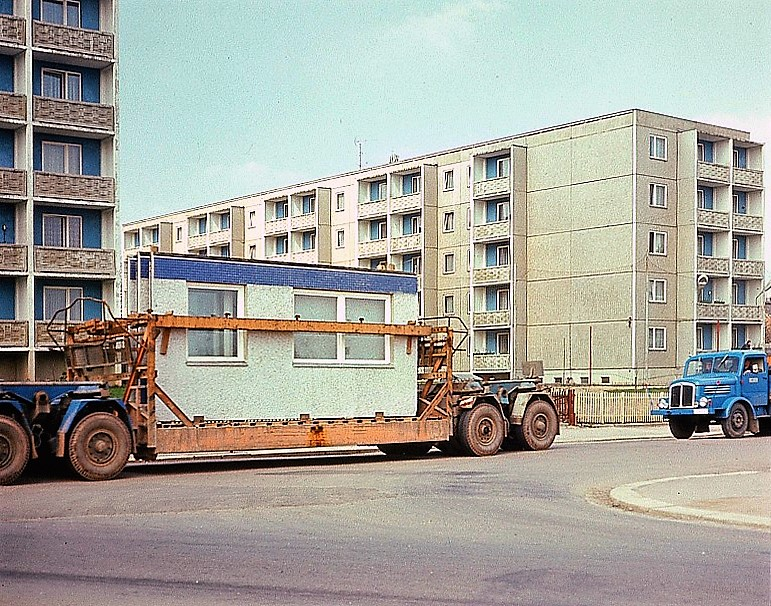
Transport von Großtafeln in Karl-Marx-Stadt, 1975

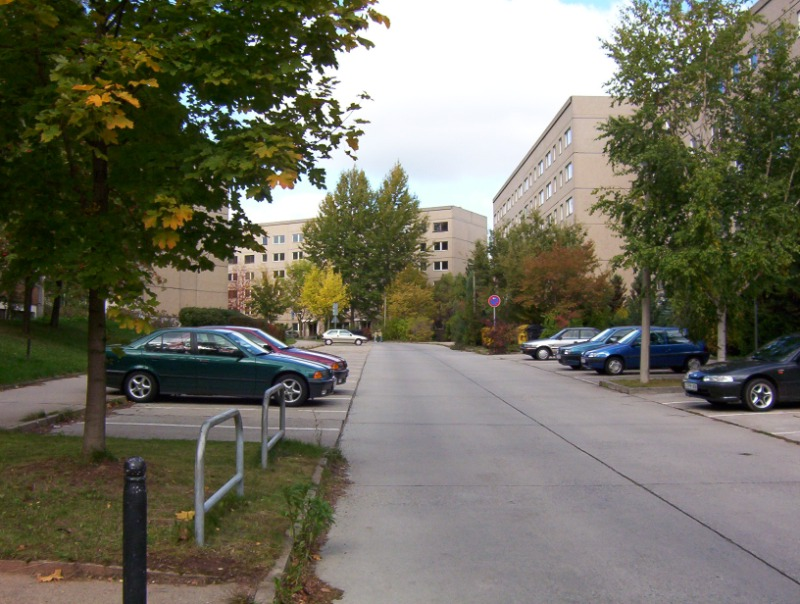
Plattenbauten im ehem. „Fritz-Heckert-Gebiet“; hier die Johannes-Dick-Straße im Jahr 2003. Die geradezu und rechts stehenden Häuser wurden inzwischen abgebrochen.

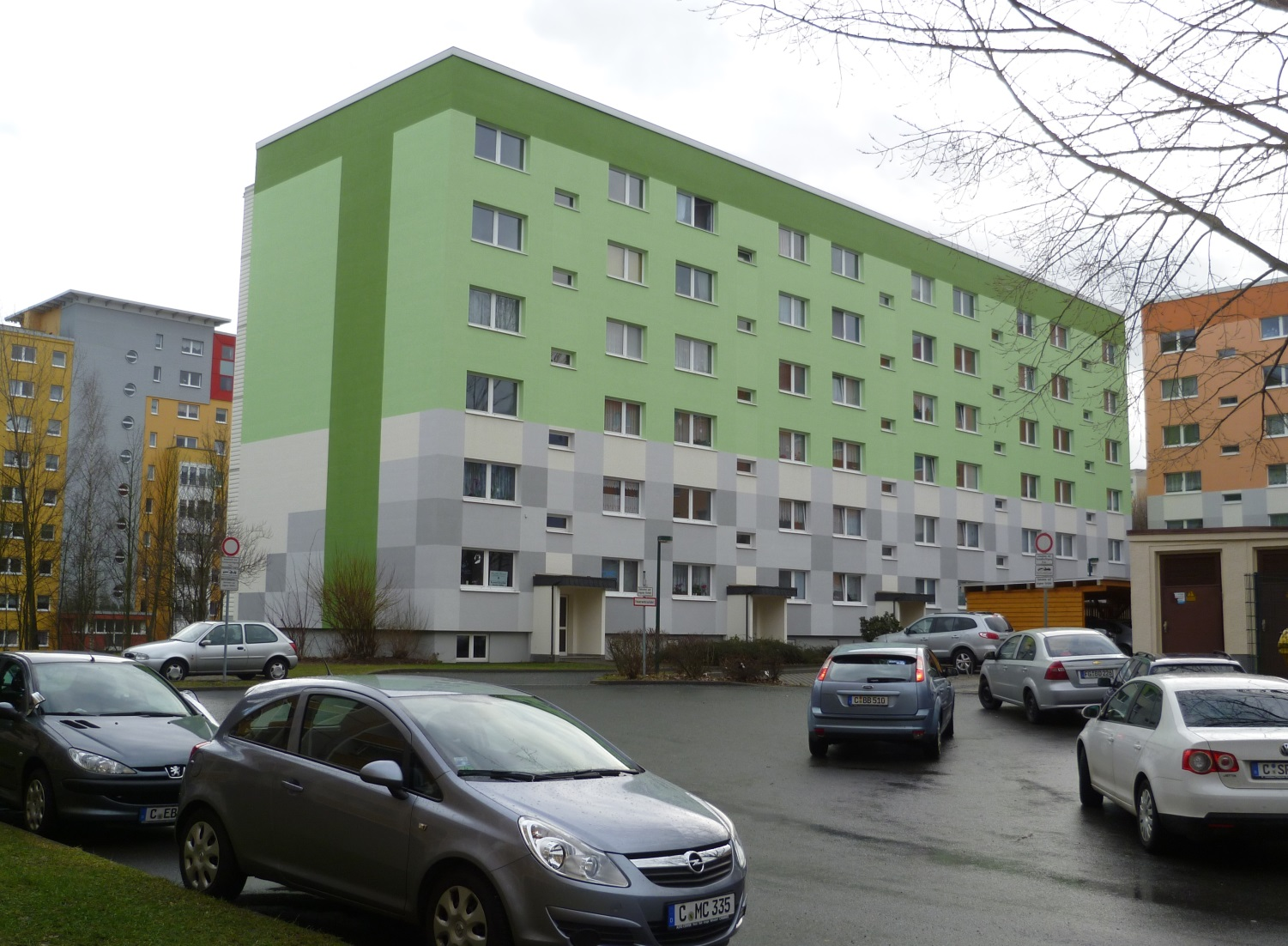
Viele Plattenbauten wurden seit der Wiedervereinigung saniert.

Am 5. Oktober 1974 wurde an der Karl-Winter-Straße (heute wieder Scheffelstraße) der Grundstein für das größte Wohnungsbauprogramm im damaligen Karl-Marx-Stadt gelegt. Hier sollten bis Mitte der 1980er Jahre 24.900 Wohnungen in sechs, später 37.000 Wohnungen in acht Baugebieten entstehen. Beiderseits der Stollberger Straße wurden die ersten Häuser in der damals als modern und kostengünstig geltenden Plattenbauweise errichtet. Am Ende der Bautätigkeit hatte man 31.337 Wohnungen fertiggestellt. Das „Fritz-Heckert-Gebiet“ reichte von der „Kappel-Kaufhalle“ (1974 als modernste ihrer Art im damaligen Bezirk Karl-Marx-Stadt eröffnet) bis zu den Fluren von Neukirchen – von Neukirchen selbst wurde 1981 sogar ein kleiner Teil an der Stollberger Straße noch nach Chemnitz einverleibt. Die Wohnungen waren bei den Chemnitzern begehrt, waren sie doch mit einer Fernheizung und einem WC innerhalb der eigenen vier Wände ausgestattet.
Erste Schritte gab es, sozusagen als „Probelauf“, bereits einige Jahre zuvor. Am Kappler Hang, an der Irkutsker Straße, entstanden 1972/73 die ersten Plattenbau-Wohnungen im sog. „Baugebiet 0“. Am 1. Januar 1973 wurden dort die ersten 55 Wohnungen übergeben.

### Verkehr
Das „Fritz-Heckert-Gebiet“ war mit der Straßenbahnlinie 5 des „VEB Nahverkehr Karl-Marx-Stadt“ (heute CVAG) über die Annaberger Straße und den Südring mit der Innenstadt verbunden. Zunächst fuhr sie nur bis zur „alten“ Wendeschleife nahe der Wladimir-Sagorski-Straße, erst 1981 wurde mit dem Ausbau der Strecke bis zur neuen Endhaltestelle an der Wolgograder Allee begonnen. Mit der Linie 7 konnte man mit der Straßenbahn nach Gablenz, mit der Linie 8 nach Schönau gelangen. Die in den 1980er-Jahren geplante Straßenbahnlinie 4, die an der Stollberger Straße entlang zur Innenstadt führen sollte, wurde erst nach der Wende fertiggestellt und 2004 vollständig eröffnet.
Auch mit dem Omnibus konnte man ins „Heckert“ gelangen. Die Linie 49 fuhr von der Zentralhaltestelle (Busplatz Moritzstraße) über Altchemnitz und Helbersdorf nach Markersdorf zur oberen Burkhardtsdorfer Straße. Vom Hp. „Markersdorf“ aus (oberhalb der Straßenbahnwendeschleife der Linien 7 und 8) begann die Linie 39 über Siegmar nach Schönau (Endhaltestelle Linie 1/ Popowstraße) und dann weiter bis zur Zentralhaltestelle. Die Linie 34, ebenso am Hp. „Markersdorf“ beginnend, befuhr die Stollberger Straße bis zur Friedrich-Hähnel-Straße. Von dort aus fuhr man mit den Linie 44 nach Heinersdorf und mit der 55 – beide über die Zentralhaltestelle – nach Borna (Stahlguß-Kombinat). Von Helbersdorf (Stadtpark) aus gelangte man mit der 38 nach Rottluff (alte Wendestelle Straßenbahnlinie 3). Die 48 fuhr im Ringverkehr von der mittleren Wolgograder Allee über Stelzendorf, Siegmar und Kappel zurück zur Wolgograder Allee. Auch an der Morgenleite, gegenüber dem ehemaligen Gasthof „Heiterer Blick“, war eine Endstelle eingerichtet, so für die Linie 43, die über Bernsdorf, Gablenz, Schloßchemnitz und Glösa nach Draisdorf fuhr sowie für die Linie 46, die, entlang der Stollberger Straße, den Hauptbahnhof ansteuerte. Auch die Linie 51 begann hier, die von hier aus über den Südring nach Siegmar fuhr. (Stand: 15. Februar 1990)
Durch das Gebiet führt der Südring, der, von Ost nach West, die ehemaligen Industriestandorte in Altchemnitz und Schönau verbindet. Seine Anschlussstellen waren im „Heckert“ die Straße Ústí nad Labem, die Stollberger, die Wladimir-Sagorski-/ Helbersdorfer Straße sowie die Einmündung der Markersdorfer Straße (im weiteren Verlauf Wolgograder Allee). Die B 169 (Stollberger Straße) durchschneidet das Gebiet in Nord-Süd-Richtung.

## Baugebiete
| Baugebiet | Stadtteil   | Errichtung | Straßen |
| --------- | ----------- | ---------- | --- |
| 0         | Kappel      | 1972–1973  | Irkutsker Straße |
| I         | Helbersdorf | 1974–1979  | Am Stadtpark, Carl-Bobach-, Friedrich-Hähnel-, Helbersdorfer Straße, Paul-Bertz-, Scheffelstraße und Wenzel-Verner-Straße                                       |
| II        | Kappel      | 1974–1979  | Dr.-Salvador-Allende-Straße und Straße Ústí nad Labem |
| III       | Markersdorf | 1975–1981  | Kurt-Schneider-, Otto-Hofmann- und Robert-Siewert-Straße |
| IV        | Markersdorf | 1975–1981  | Faleska-Meinig- und Wilhelm-Firl-Straße |
| V         | Morgenleite | 1977–1982  | Albert-Köhler-, Bruno-Granz-, Johann-Richter- und Max-Türpe-Straße                                                                                              |
| VI        | Morgenleite | 1982       | Max-Schäller-Straße |
| VII       | Markersdorf | 1979–1984  | Alfred-Neubert-Straße, Am Harthwald, Arno-Schreiter-, Ludwig-Kühn- und Max-Müller-Straße                                                                        |
| VIII      | Hutholz     | 1983–1988  | VIII/1: Ernst-Wabra-, Friedrich-Viertel-, Fritz-Fritsche-, Johannes-Dick-Straße und Wolgograder Allee; VIII/2: Marie-Tilch-, Max-Opitz- und Walter-Ranft-Straße |

## Flugplatz

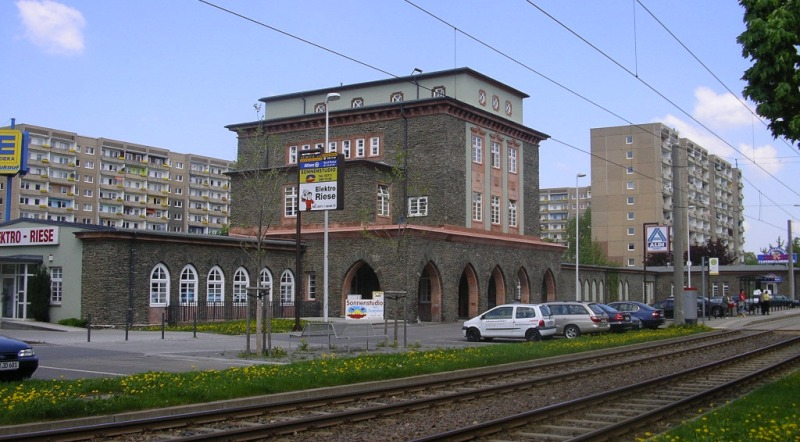
Der „Ikarus“ dient heute als Kaufhalle.

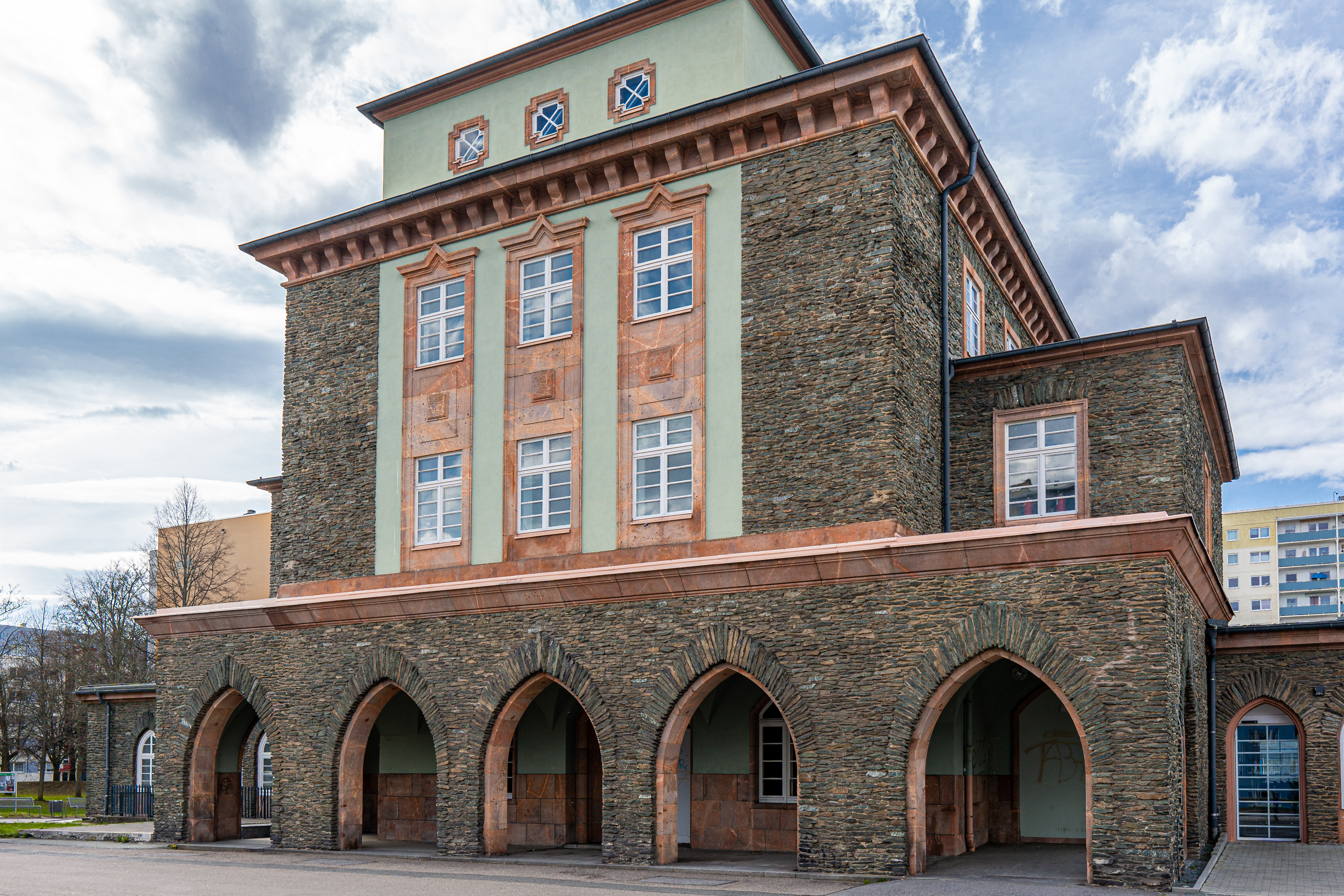
Alter Flughafen

Der Chemnitzer Flughafen entstand in den Jahren 1925/26 an der heutigen Stollberger Straße. Vor dem Zweiten Weltkrieg war er z. B. Zwischenstopp der Linie Dresden–Nürnberg. Die Städte Leipzig und Prag, zeitweise auch die Badeorte Karlsbad und Marienbad, wurden angeflogen. Nach dem Krieg zunächst als Landeplatz für Segelflugzeuge genutzt, wurde die Landebahn für den Bau des „Fritz-Heckert-Gebiets“ eingezogen – die Empfangshalle dieses Flugplatzes, genannt Ikarus, steht noch heute.

## Gegenwart

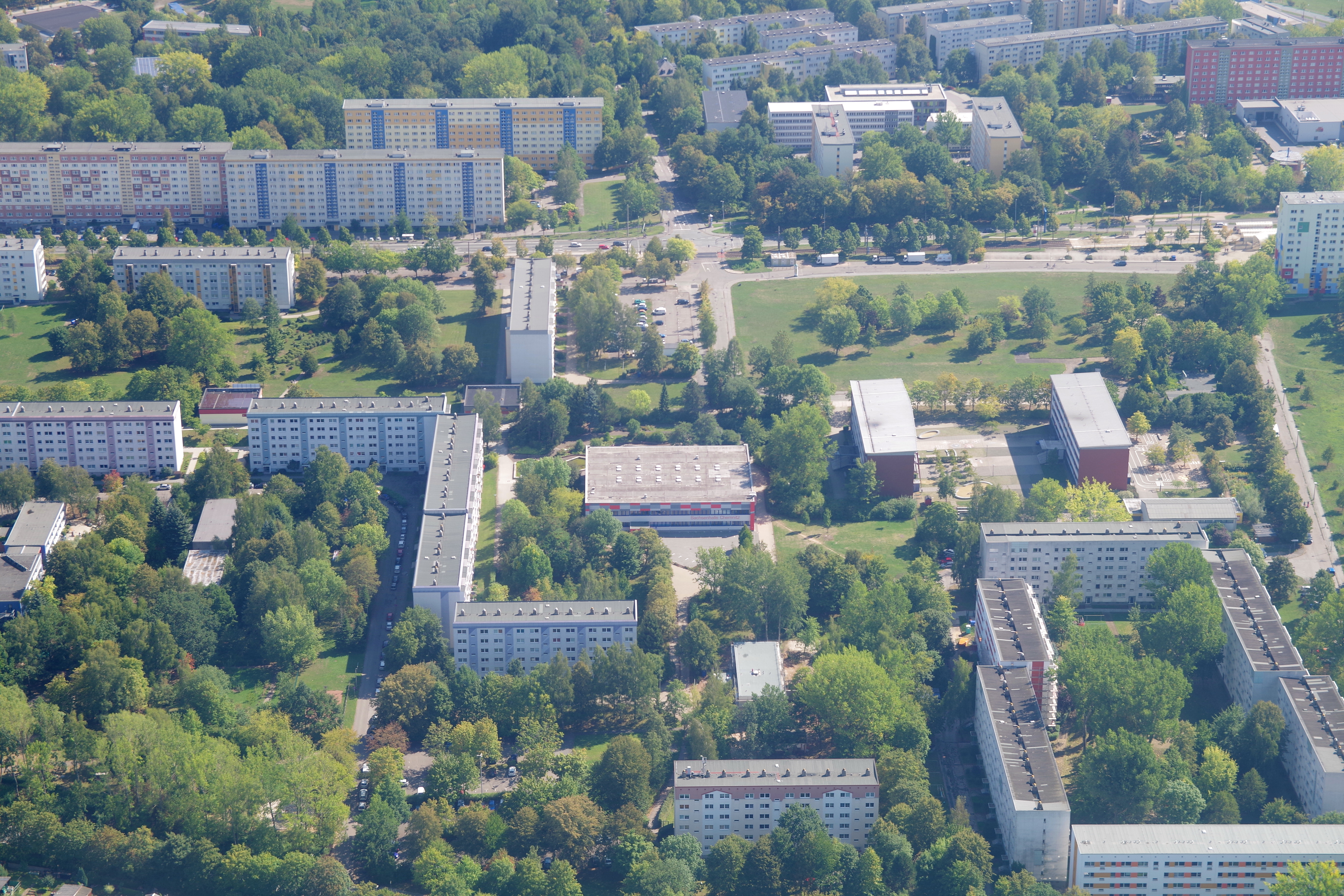
Baugebiet II (2018) mit Sachsenhalle

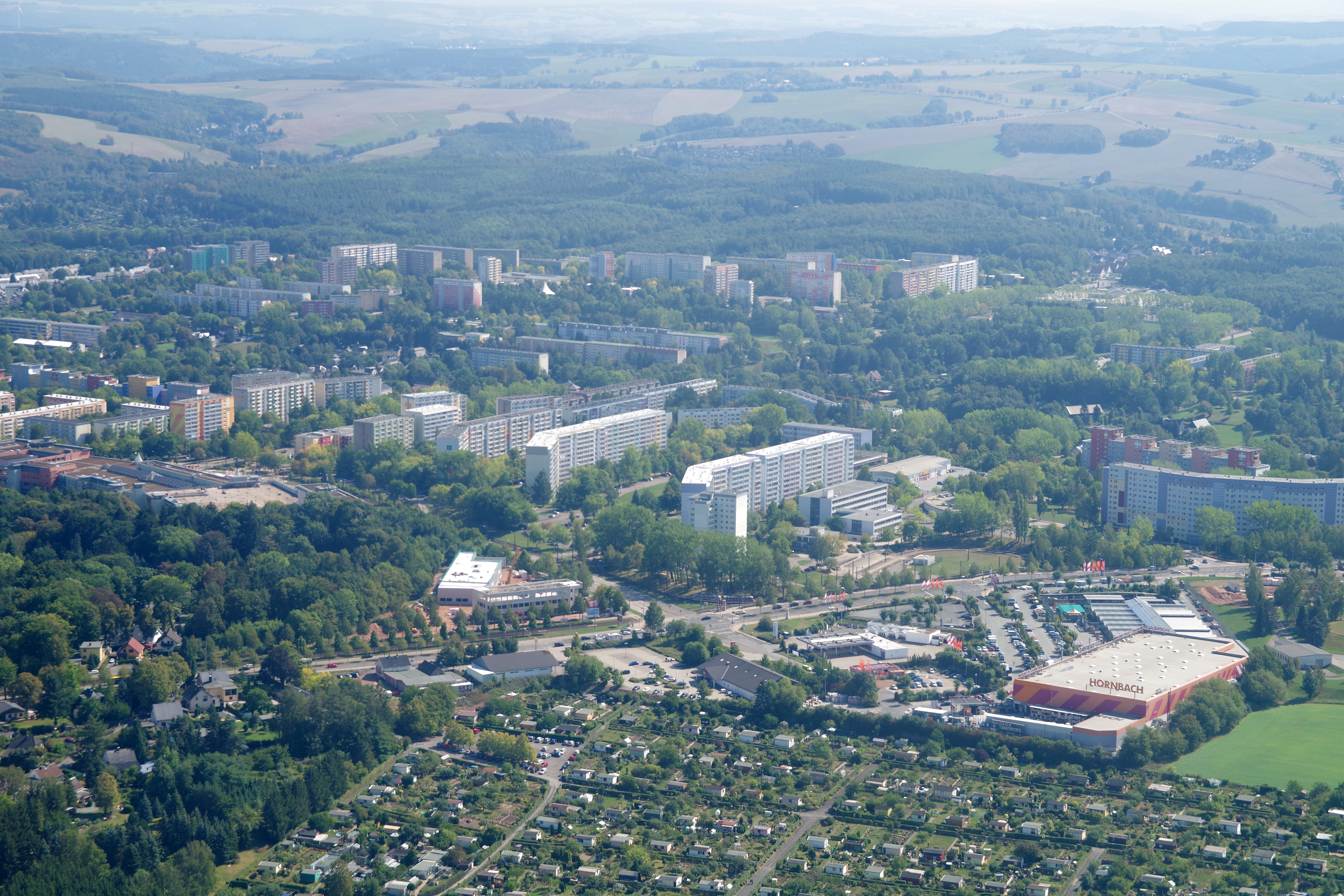
Baugebiet V (2018), im Hintergrund die Baugebiete VII und VIII

Im Jahr 2004 lebten noch etwas mehr als 43.000 Chemnitzer im „Heckert“. Viele Wohnhäuser wurden seit 1998 abgebrochen. Die übrig gebliebene Substanz wurde und wird instand gesetzt, um die Wohnqualität zu steigern.
2024 finden zahlreiche Veranstaltungen zum 50-jährigem Jubiläum des Wohngebietes statt, darunter ein Jubiläumsfest am 17. und 18. August im Vita-Center.

## Allgemeines

### Postleitzahlen
Das „Fritz-Heckert-Gebiet“ war in folgende Postleitzahlenbereiche aufgeteilt: 9043, 9044, 9047, 9050, 9051, 9052 und 9053 (Dorflage Markersdorf). Seit der Einführung der fünfstelligen Postleitzahlen im Jahr 1993 gelten folgende: 09119, 09120, 09122 und 09123.

### Ehemalige Schulen (Auswahl)
- Albert-Schweitzer-Oberschule (POS), Alfred-Neubert-Straße (als altersgerechtes Gebäude mit barrierefreien Wohnungen umgebaut, Umzug in das Gebäude der Nikolaus-Kopernikus-Mittelschule)
- Charles-Darwin-Oberschule (POS), Alfred-Neubert-Straße (heute Charles-Darwin-Grundschule[2])
- Dr.-Salvador-Allende-Oberschule (POS), Straße Ústí nad Labem, heute Dr.-Salvador-Allende-Grundschule
- Georgi-Dimitroff-Oberschule (POS), Straße Ústí nad Labem, heute Oberschule "Am Flughafen"
- Klement-Gottwald-Oberschule (POS), Straße Ústí nad Labem (abgerissen)
- Wenzel-Verner-Oberschule (POS), Friedrich-Hähnel-Straße (später Immanuel-Kant-Gymnasium Haus 1, 2005 abgerissen)
- Friedrich-Hähnel-Oberschule (POS), Friedrich-Hähnel-Straße (später Immanuel-Kant-Gymnasium Haus 2, 2005 abgerissen)
- Carl-Bobach-Oberschule (POS), Friedrich-Hähnel-Straße (jetzt „Grundschule am Stadtpark“ und Sonderpädagogisches Förderzentrum)
- Hans-Sager-Grundschule, Ernst-Wabra-Straße wurde zum Schuljahr 2013/14 geschlossen. Turnhalle wird noch von div. Vereinen genutzt. Im Gebäude befindet sich zurzeit die Schule  mit dem Förderschwerpunkt Sprache „Ernst Busch“ Chemnitz[3][4]
- Kurt-Schneider-Oberschule (POS), Dittersdorfer Straße (abgerissen)
- Max-Opitz-Oberschule (POS), Ernst-Wabra-Straße (abgebrochen)
- Nikolaus-Kopernikus-Oberschule (POS, mit Schulplanetarium), Albert-Köhler-Straße, dann Nikolaus-Kopernikus-Mittelschule (mit Schulplanetarium und -sternwarte), nach Sanierung  der Außenhülle zum Schuljahresende 2003/04 Schließung zum Schuljahresende 2007/08, Wiedereröffnung zum Schuljahresbeginn 2008/09 als Albert-Schweitzer-Oberschule (Schulplanetarium und -sternwarte im Gebäude verblieben)
- Otto-Hofmann-Oberschule (POS) Dittersdorfer Straße (abgerissen)
- Robert-Koch-Oberschule (POS), Alfred-Neubert-Straße (abgerissen)
- Rudolf-Keller-Oberschule (POS), Johannes-Dick-Straße (abgerissen)
- Albert-Einstein-Oberschule (POS), Max-Türpe-Straße (heutige Albert-Einstein-Grundschule)
- Michael-Iwanowitsch-Kalinin-Oberschule (POS), dann Werner-Heisenberg-Gymnasium (geschlossen)
- Johannes-Dieckmann-Oberschule (POS)
- Wilhelm-Firl-Oberschule (POS), Dittersdorfer Straße 146c, dann Blaise-Pascal-Mittelschule (geschlossen), nach Umbau des Gebäudes als Kreativgrundschule neu eröffnet
- Max-Uhlig-Oberschule (POS), Marie-Tilch-Straße (abgerissen)
- Nikolai-Ostrowski-Oberschule (POS) (Irkutsker Straße) (2011 abgerissen), Kappel
- Wladimir-Majakowski-Oberschule (POS), (Irkutsker Straße) (später Gottfried-Leibniz-Gymnasium) (2011 abgerissen), Kappel

### Versorgungszentren
- VZ Max-Türpe-Straße mit Restaurant „Südblick“ und Postamt 43 (1993 geschlossen)
- VZ Robert-Siewert-Straße mit „Treffpunkt Kulturhaus Markersdorf“ und Postamt 47 (geschlossen)
- VZ Paul-Bertz-Straße mit „Kulturzentrum Fritz-Heckert“ und Restaurant „Südring“ (2012 abgebrochen)
- VZ Alfred-Neubert-Straße mit Restaurant „Baikal“ und Postamt 51 (heute Postagentur)
- VZ Kappel, Stollberger Str. und Postamt 44 (geschlossen)

### Kirche
- katholische Kirche St. Franziskus (Chemnitz)